# Michael John William Green

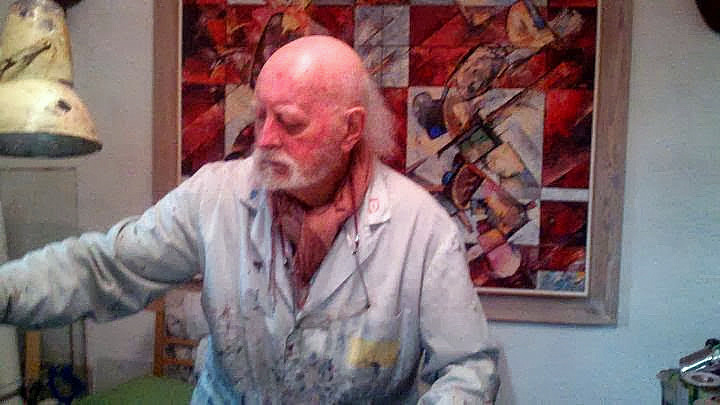
Michael Green arbeitet in seinem Studio in Molini, Ligurien, Italien (2013)

Michael John William Green (* 7. August 1929 in Njassaland, Ost-Afrika; † 1. Oktober 2022) war ein englischer Maler, Bildhauer und Schriftsteller. Er lebte in London und Molini di Triora, Italien. Als Maler und Bildhauer nannte er sich Michael Green, als Schriftsteller Michael J.W. Green.

## Leben
In Afrika geboren, wuchs Michael Green in Somerset (UK) auf. Er arbeitete in England, Kanada und den USA zunächst für Theater, Film und Fernsehen, später in New York als Textildesigner. Im Jahre 1966 eröffnete er ein SoHo-Studio in Manhattan, New York, wurde Mitgründer der SoHo Artists Association und begann ein Leben als freier Künstler. Anfang der 1970er-Jahre lebte er zeitweise in der Künstlerkolonie Bussana Vecchia in Ligurien, Italien. Im Jahre 1972 erwarb er ein altes Bauernhaus in Molini di Triora und baute dieses zu einem Zweitwohnsitz und Studio aus. Im Jahre 1986 zog er von New York nach London um, wo er in einem alten Lagerhaus ein Studio eröffnete.

## Werk
Als Künstler war Michael Green Autodidakt. Als Maler entwickelte er bald seinen sehr persönlichen Stil der Abstraktion („Bridge Series“, „Painted Drawings“). Daneben stellt er Collagen und collagierte Skulpturen aus vorgefundenen Gegenständen her. Einzelausstellungen fanden u. a. in London, New York, Indiana und auf Zypern statt. Neben zahlreichen privaten Sammlungen haben auch das British Museum und das Imperial War Museum in London Werke von Michael Green in ihre Sammlungen aufgenommen. Im Jahre 1978 war er Artist in Residence an der Indiana State University in Terre Haute. Weniger bekannt sind seine in kleinen Auflagen gedruckten Prosatexte und Gedichte.

## Ausstellungen (Auswahl)
- 2007: Painted Drawings Series. The Great Hall, St.Barts, London.
- 2007: 35 Anni di Lavoro nel Ponente Ligure. Associazione Culturale Gente Commune,  Arma di Taggia, Italien.
- 2005: The Chain of Time. Abstract Paintings and Collages from three decades of working in Italy. Rivington Gallery, London.
- 2001: Michael Green. An Artist’s Career. Sculpture, Painting, Constructions. Rivington Gallery, London.
- 1992: The Cyprus Works. Large oils, outdoor welded sculptures, box constructions, assemblagen and collages. Gallery Morfi, Limassol (Zypern)[2]
- 1982: Paintings from the Bridge Series. Hunnings Gallery, New York City.

## Veröffentlichungen (Auswahl)
- Of the Sea and Me. 1974.
- „What mark will he not leave“ in: New Prospects Poetry, Frühjahr 1990.
- Writ Large Upon the Red - Travels in Romania. A Docu-diary. 1992.